# Billy Collins Jr.
Billy Collins Jr., all'anagrafe William Ray Collins Jr. (Nashville, 21 settembre 1961 – Antioch, 6 marzo 1984), è stato un pugile statunitense attivo nel circuito professionistico dal 1981 al 1983. La sua carriera subì una brusca interruzione dopo l'incontro sostenuto il 16 giugno 1983 contro Luis Resto, da cui uscì sconfitto e con numerose e gravi ferite. Subito dopo l'incontro si scoprì che Resto aveva utilizzato guantoni illegalmente modificati, a cui era stata tolta parte dell'imbottitura, all'epoca fatta di crine di cavallo, e si era bendato le mani con delle fasciature imbevute nella scagliola, conosciuta comunemente come "intonaco di Parigi".

## Carriera da professionista
Billy Collins era nato in una famiglia irlandese cattolica della classe operaia di Antioch, un quartiere di Nashville. Suo padre, Billy Sr., era un ex pugile professionista che aveva combattuto nella categoria dei pesi welter ed era arrivato a contendersi il titolo di campione del mondo contro Curtis Cokes. Billy Sr. iniziò ben presto ad allenare il figlio, seguendo la sua carriera passo passo, e Billy Jr., anch'egli un peso welter, ripagò bene le attenzioni del padre, vincendo tutti i primi 14 incontri che disputò da professionista, incluso quello, vinto ai punti, contro il futuro sfidante al titolo mondiale Harold Brazier.

### L'incontro contro Luis Resto
Il 16 giugno 1983 Collins salì sul ring del Madison Square Garden, a New York, per combattere contro il pugile portoricano Luis Resto, in un incontro di contorno alla finale del titolo dei pesi superwelter disputata tra Roberto Durán e Davey Moore, in cui era dato nettamente per favorito. Alla fine dell'incontro, dopo 10 riprese, però, Collins risultò sconfitto per decisione unanime, nonché pesantemente ferito agli occhi.
Quando andò a congratularsi con Resto, il padre di Collins si accorse che i guantoni del pugile portoricano sembravano essere più sottili del solito, e chiese per questo che fossero messi sotto sequestro. L'indagine che ne scaturì e che fu portata avanti dalla Commissione pugilistica dello Stato di New York, concluse che l'allenatore di Resto, Panama Lewis, aveva rimosso un'oncia di imbottitura da ogni guantone. Il tutto, naturalmente, ebbe come risultato che i pugni di Resto risultassero devastanti per Collins.
Alla luce di tali rivelazioni, l'esito dell'incontro fu mutato in no contest, mentre la licenza di Lewis per l'esercizio del pugilato nello Stato di New York fu revocata a tempo indeterminato, di fatto estromettendo a vita Lewis da qualunque ruolo nel mondo della boxe statunitense; Resto, infine, subì una sospensione a tempo indeterminato e non combatté mai più. Nel 1986 Lewis e Resto furono poi processati e condannati per aggressione, cospirazione e possesso illegale di armi mortali (i pugni di Resto), il che li portò a scontare due anni e mezzo di prigione.

### Le ferite e l'incidente d'auto
Nel combattimento con Resto, gli occhi di Collins furono pesantemente bersagliati dai colpi del portoricano e alla fine furono irrimediabilmente danneggiati. Collins riportò infatti uno strappo dell'iride dell'occhio destro e gravi danni all'occhio sinistro, con il risultato che la sua vista divenne permanentemente offuscata, rendendogli impossibile continuare la sua carriera di pugile.
Il 6 marzo 1984, Collins rimase ucciso in un incidente d'auto, quando il veicolo di cui era alla guida si schiantò in un tunnel vicino alla sua casa di Antioch. L'autopsia rivelò che l'ex pugile era morto poco dopo l'impatto. Molti amici e conoscenti di Collins, compresi i suoi familiari, sono ancora convinti che quell'incidente sia stato l'epilogo della depressione in cui Collins era caduto dopo l'incontro con Resto. Sembra infatti che i risvolti psicologici dell’incontro con Resto fossero stati ancora più tragici di quelli fisici, dato che il giovane, dopo aver dovuto forzatamente abbandonare il pugilato, aveva provato a rifarsi una vita cercando nuovi lavori che però non era riuscito a mantenere, affogando infine nella depressione e nell'alcol.

### Azioni legali
A partire dal luglio 1983, oltre a Lewis e Resto, Billy Collins e la sua famiglia citarono in giudizio la società organizzatrice Top Rank Boxing, gli ispettori, l'arbitro dell'incontro e la Everlast, la ditta produttrice dei guantoni di Resto, per negligenza e causata perdita di introiti. Le denuncia nei confronti di Everlast fu respinta dalla Corte Federale, la quale valutò la completa estraneità ai fatti di Everlast, dato che i guantoni erano stati manomessi dopo la consegna da parte della ditta. I Collins denunciarono anche la Commissione pugilistica dello Stato di New York per non aver protetto Billy; alle accuse la commissione ribatté dicendo che il termine "ispezione" includeva uno spettro così ampio di cose che non c'era modo di valutare se gli ispettori avessero potuto fare più di quanto fecero. Inoltre, la commissione disse che era stata la Top Rank ad assumere gli ispettori, assumendosi quindi la responsabilità del loro operato. Il tribunale sentenziò a favore della commissione asserendo anche che la morte di Collins, avvenuta nel frattempo, aveva posto fine ad ogni altra futura e potenziale richiesta di danni. Andrea Collins, la vedova di Billy, provò a far riaprire il caso, ma la richiesta della donna fu respinta. Lo Stato di New York, comunque, modificò in seguito le sue regole per evitare che quanto successo a Billy Collins potesse ripetersi.

### Le altre rivelazioni di Resto
Nel 2007 Resto si scusò pubblicamente con la vedova di Collins per il suo ruolo nella vicenda. Il pugile ammise anche che, prima dell'incontro, aveva imbevuto le sue fasce da boxe con una specie di intonaco a base di gesso, conosciuto come intonaco di Parigi, in modo da farle indurire come la garza gessata. Al tempo dell'accaduto, le fasce di Resto non erano state confiscate e quindi questo dettaglio non figurò mai nei verbali della vicenda, e solo 24 anni dopo l'incontro si capì che in effetti, quella sera, era come se Resto stesse colpendo Collins con delle rocce. In un'altra conferenza del 2008, Resto ammise non solo di essere a conoscenza del fatto che Lewis avesse manomesso i guantoni, ma anche che la cosa era già successa almeno in un paio di altre occasioni. Sempre nel 2008, la HBO ha dedicato un documentario a quell'incontro del 1983 e a quanto accaduto in seguito, intitolandolo Assault in the Ring.

## Record sportivi
| Numero | Risultato | Record   | Avversario         | Tipo | Round, tempo | Data              | Località                                              | Note |
| ------ | --------- | -------- | ------------------ | ---- | ------------ | ----------------- | ----------------------------------------------------- | --- |
| 15     | NC        | 14–0 (1) | Luis Resto         | UD   | 10           | 16 giugno 1983    | Madison Square Garden, New York City, New York, U.S.A | Inizialmente indicata come sconfitta, fu in seguito modificata in No Contest dopo che si scoprì che Resto aveva utilizzato guantoni illegalmente modificati. |
| 14     | Vittoria  | 14–0     | Fernando Fernandez | KO   | 6            | 5 maggio 1983     | Bristol, Tennessee, U.S.A                             | |
| 13     | Vittoria  | 13–0     | Steve Johnson      | KO   | 1            | 16 marzo 1983     | Atlantic City, New Jersey, U.S.A                      | |
| 12     | Vittoria  | 12–0     | Dennis Horne       | UD   | 10           | 20 gennaio 1983   | Sands, Atlantic City, New Jersey, U.S.A               | |
| 11     | Vittoria  | 11–0     | Ricky Whitt        | KO   | 4 (10), 2:48 | 17 ottobre 1982   | The Claridge Hotel, Atlantic City, New Jersey, U.S.A  | |
| 10     | Vittoria  | 10–0     | Eddie Flanning     | TKO  | 3 (10)       | 30 settembre 1982 | USS Yorktown, Charleston, Carolina del Sud, U.S.A     | |
| 9      | Vittoria  | 9–0      | Harold Brazier     | PTS  | 6            | 11 settembre 1982 | Sands, Atlantic City, New Jersey, U.S.A               | |
| 8      | Vittoria  | 8–0      | Mike Pollitt       | KO   | 3            | 4 agosto 1982     | Sands, Atlantic City, New Jersey, U.S.A               | |
| 7      | Vittoria  | 7–0      | Roosevelt Moss     | KO   | 1            | 17 luglio 1982    | Bally's Park Place, Atlantic City, New Jersey, U.S.A  | |
| 6      | Vittoria  | 6–0      | Jose Fuentes       | KO   | 3            | 23 giugno 1982    | Sands, Atlantic City, New Jersey, U.S.A               | |
| 5      | Vittoria  | 5–0      | Bruce Strauss      | KO   | 3            | 20 maggio 1982    | Sands, Atlantic City, New Jersey, U.S.A               | |
| 4      | Vittoria  | 4–0      | Tony Taylor        | PTS  | 6            | 17 marzo 1982     | Atlantic City, New Jersey, U.S.A                      | |
| 3      | Vittoria  | 3–0      | Keith Corbett      | KO   | 6 (6)        | 4 febbraio 1982   | Sands, Atlantic City, New Jersey, U.S.A               | |
| 2      | Vittoria  | 2–0      | Gary Baker         | KO   | 2            | 19 gennaio 1982   | Memphis, Tennessee, U.S.A                             | |
| 1      | Vittoria  | 1–0      | Kevin Griffin      | KO   | 3            | 2 dicembre 1981   | Sands, Atlantic City, New Jersey, U.S.A               | Debutto professionistico |